# Ateca
Ateca – gmina w Hiszpanii, w prowincji Saragossa, w Aragonii, o powierzchni 84,71 km². W 2011 roku gmina liczyła 2099 mieszkańców.
W miejscowości jest stacja kolejowa Ateca.